# 史思培
史思培（？—？）（史恩培？），直隸省遵化直隸州人，清朝政治人物、同進士出身。
光緒十五年（1889年），参加光緒己丑科殿試，登進士三甲145名。同年五月，著交吏部掣签，分发各省以知县即用。著有《鹭籐吟舍诗》。

## 家庭
- 祖父道光丙申科進士史樸。
- 父史光熊。
- 胞兄史德培，同治庚午举人。
- 胞姊史氏，嫁内务府正白旗汉军李祐（父李希賢，胞叔順天府府尹李希杰，祖父道光十三年（1833年）癸巳科进士李恩慶）。
- 胞姊史氏，嫁順天府通州籍白會焯（养父同治癸亥恩科二甲進士白桓）。